# Ivan Jan
Ivan Jan (partizansko ime Srečko), slovenski pisatelj in zgodovinopisec, * 25. maj 1921, Rečica pri Bledu, † 3. junij 2007, Kranj.
Jan se je pred vojno  izučil za kovača, delal je v jeseniški železarni, takoj po okupaciji leta 1941 pa se je pridružil NOB, spočetka kot terenec, nato je prišel v Gorenjski odred na Pokljuki. Deloval je tudi v Kokrškem odredu in v sestavu XIV. divizije. Po vojni je bil oficir JLA, po demobilizaciji leta 1955 pa se je začel ukvarjati s pisanjem o NOB. Od tedaj je objavljal krajše in daljše prispevke v različnih revijah in časopisih. Izdal je dve zbirki črtic: Izponjena beseda (1961) in Skozi zasede (1963).  Bil je tudi urednik radijske oddaje Še pomnite, tovariši? (1956 do 1974), kot pisatelj pa se je uveljavil s pisanjem črtic, napisal je roman Mrtvi ne lažejo (1969), najbolj znan pa je kot zgodovinopisec. Leta 1956 je izšla zgodovinska knjiga Med gorenjskimi partizani, leta 1961 Dražgoše, desetletje pozneje Dražgoška bitka, pozneje pa še: Kokrški odred I - III (1980), Okrogelska jama(1982), Udin boršt(1982) in Rovt (1987), v vseh pa je opisoval usodne dogodke iz obdobja NOB. Uredil je tudi obsežen zbornik Boj pod Triglavom (1966).